# Herbertville
Ne doit pas être confondu avec Hébertville ou Héberville.
Herbertville est une localité dans l’est de l’île du Nord de la Nouvelle-Zélande.

## Situation
C’est une petite ville à la côte Est de la partie inférieure dans la région d’Hawke's Bay .

## Toponymie
La ville fut connue autrefois sous le nom de Wainui d’après la rivière Wainui .

## Histoire
Le grand promontoire juste au nord est le cap Turnagain (en), ainsi nommé par le capitaine James Cook, qui utilisa ce lieu avec ce point bien mémorable, où il fit tourner son navire pour revenir sur ses pas.

## Activité
Au tournant du XIXe siècle, Herbertville était une communauté florissante.
Elle avait un grand hôtel et plusieurs magasins, une station de police et un forgeron.
Des goélettes étaient couchées sur la plage sur une vaste extension de sable peu profonde à marée haute et les passagers avec les marchandises pouvaient ainsi être déchargés des cargos.
Les bateaux pouvaient être remis à flot à la marée suivante.
Des coachs, voitures tirées par des chevaux, faisaient ensuite leur chemin vers l’intérieur en direction de la ville de Dannevirke via la ville de Weber.